# Itame latefasciata
Itame latefasciata là một loài bướm đêm trong họ Geometridae.